# Керкид
Ке́ркид Мегалопо́льский (др.-греч. Κέρκιδᾰς ὁ Μεγᾰλοπολίτης; ок. 290 — 220 до н. э.) — древнегреческий государственный деятель, философ
-киник, поэт.

## Очерк
Биографических сведений о Керкиде не сохранилось. По свидетельствам источников и сохранившимся фрагментам стихотворений Керкид представляется как деятельный политик, духовно богатый человек, социально остро мыслящий художник-новатор, реформатор стиха. Как мыслитель, Керкид принадлежал к сторонникам «умеренного» кинизма, которые к его времени получили перевес над сторонниками крайностей первоначального ортодоксального кинизма.
Керкид участвовал в восстановлении родного города, разрушенного до основания в 226 до н. э. Клеоменом III в ходе т. н. Клеоменовой войны. Кинический космополитизм, таким образом, не помешал Керкиду выступить на защиту своего маленького государства, что в условиях завоевательных походов наследников Александра значило оказать сопротивление всей великодержавной политике эллинистических царей, их официальному космополитизму.
Керкид участвовал в посольстве 223 до н. э., которое глава Ахейского союза стратег Арат направил на переговоры с македонским царем Антигоном III:
«Арат знал, что мегалополийцы сильно страдают от войны, ибо из-за близости к Лакедемону они играли роль передового отряда, к тому же не получая от ахеян необходимой помощи… Ему также было хорошо известно дружеское расположение мегалополийцев к дому македонских царей, так как сын Филиппа Аминта оказал им услуги. Это приводило его к мысли, что мегалополийцы, теснимые Клеоменом, легко могут обратиться за защитой к Антигону и македонцам. Поэтому Арат под условием тайны открыл весь свой план гражданам Мегалополя Никофану и Керкиду, которые были связаны с его отцом узами гостеприимства. Мегалополийцы назначили послами к ахеянам Никофана и Керкида, с тем чтобы оттуда они если ахейский народ согласится, немедленно отправились к Антигону».
Керкид принимал участие в битве при Селласии 222 до н. э. на стороне ахеомакедонских войск, во главе отряда мегалополийцев:
«В фаланге македонян <Антигон> имел десять тысяч воинов, пелтастов три тысячи, конницы триста человек, сверх того тысячу агрианов и столько же галатов; всех наёмников у него было три тысячи пехоты и триста конных воинов, по стольку же отборных ахеян пеших и конных, вооружённых по способу македонян тысяча мегалопольцев с мегалопольцем Керкидом во главе».
Тем не менее, выступая против Клеомена как врага своей родины, Керкид, судя по его собственным стихотворениям, оказался под влиянием революционных для своего времени социально-экономических идей Клеомена, сложившихся под давлением традиционных лозунгов трудящихся — передел земли и сейсахтейя (уничтожение долгов). «Революционизирующее воздействие» на мировоззрение Керкида безусловно оказали также собственно демократические идеи кинизма, одного из основателей которого — Диогена — Керкид называл «сыном Зевса, небесным киником-собакой».
В других источниках освещается сторона деятельности Керкида как законодателя. Стефан Византийский называет его «замечательным законодателем и автором мелиямбов». О законодательной деятельности Керкида также сообщают Евстафий и Фотий. Однако, о её политической сущности сказать что-либо определённое трудно, так как известное рисует больше интеллектуальный кругозор Керкида, чем его политические взгляды; напр. Порфирий замечал, что некоторые деятели, как Керкид, в своих законах обязывали учащихся знать «Каталог кораблей» Гомера наизусть.
К свидетельствам, рисующим духовный облик Керкида, следует отнести фрагменты «Библиотеки» Фотия — в которых упоминается, что Керкид так высоко ценил Гомера, что даже завещал после его смерти положить к нему в могилу первые две песни «Илиады» — и рассказ Элиана:
«Житель аркадского города Мегалополя Керкид перед смертью говорил своим опечаленным домашним, что расстается с жизнью охотно, надеясь встретить на том свете из философов — Пифагора, из историков — Гекатея, из музыкантов — Олимпия, из поэтов — Гомера. Сказав это, как передают, Керкид умер».

## Творчество
Керкид занимает одно из центральных мест в кинической поэзии своего времени.
В своем творчестве Керкид следует общей кинической проповеди опрощения и похвалы скромности. В целом Керкиду близки выражающая такие идеи бионо-телетовская диатриба и кратетовская силлография с её пафосом справедливости и высокой нравственности. Например, в одном из отрывков Керкид, выходец из состоятельных кругов, в жесткой форме высказывая презрение к богатству и иронизируя над «справедливостью» богов, предупреждает богатых, что наступит время и:

…Придется вам извергнуть обратно из
Самого нутра все, что сожрали, до последнего кусочка…
Керкид считается создателем особой поэтической формы — мелиямбов. В 1906 г. в Египте были найдены папирусы с отрывками из «Мелиямбов киника Керкида». По содержанию приближенные к диатрибе (основная тема — справедливое разделение материальных благ и человеческая солидарность), «Мелиямбы» ориентированы на массовую аудиторию и отличаются публицистически-прямым обращением к читателю. В «Мелиямбах» наиболее четко проявляются специфические черты поэзии Керкида — этимологическая игра слов; смелые и неожиданные, «неизбитые и сочные» метафоры; сочетания изысканных оборотов с намеренной небрежностью; сложные неологизмы, напр. πῑμελώσαρκοφάγος, «жирноплотоядные» — один из характерных неповторимых неологизмов Керкида, в отрывке-обращении к самому себе «в минуту раздумья и сомнений»:

Человек даже на пороге смерти неохотно смыкает
навеки глаза, а сердце в твоей груди неприступно,
и его не смогли сокрушить никакие заботы,
одолевающие пожирателей жирного мяса…
В целом поэзию Керкида характеризует замечание И. М. Нахова: …тут каждая строчка приковывает к себе внимание и прямо-таки восстает против приятной, зализанной гладкописи, полемизируя с ученой и утонченной поэзией века.
Керкид был популярен в Александрии и в Риме. Один из отцов Церкви Григорий Богослов называл Керкида своим любимым поэтом.